# Meg Foster
Meg Foster (Reading (Pennsylvania), 10 mei 1948) is een Amerikaans actrice. Ze is vooral bekend door haar opvallende lichtblauwe ogen.

## Biografie
Foster nam acteerlessen bij het Neighborhood Playhouse in New York. Ze deed de eerste jaren vooral veel televisiewerk, waaronder verschillende televisiefilms en een hoofdrol in de miniserie The Scarlet Letter. Ze speelde in vele televisieseries, meestal als gastactrice. Series waarin ze te zien was, zijn onder andere The Streets of San Francisco, Hawaii Five-O, Murder, She Wrote, Miami Vice, The Cosby Show, ER, Star Trek: DS-9 en Xena. In 1982 kreeg ze de rol van Chris Cagney in de televisieserie Cagney & Lacey. Na zes afleveringen werd ze vervangen door Sharon Gless, omdat ze volgens de makers haar personage te hard neerzette. In 1983 speelde ze een grote rol in Sam Peckinpahs verfilming van Robert Ludlums boek The Osterman Weekend, met tegenspelers als Rutger Hauer, John Hurt en Dennis Hopper. Andere rollen van haar zijn Jean Markham in The Emerald Forest, Lynn Devereaux in Blind Fury en de buitenaardse Evil-Lynn in Masters of the Universe.

## Filmografie

### Speelfilms
- 1970 - Adam at Six A.M., als Joyce
- 1971 - The Death of Me Yet, als Alice
- 1972 - Thumb Tripping, als Shay
- 1974 - Things in Their Season, als Judy Pines
- 1974 - Welcome to Arrow Beach, als Robbin Stanley
- 1975 - Promise Him Anything, als Marjorie Sherman
- 1977 - Sunshine Christmas, als Nora
- 1978 - A Different Story, als Stella Cooke
- 1980 - Carny, als Gerta
- 1980 - Guyana Tragedy: The Story of Jim Jones, als Jean Richie
- 1980 - The Legend of Sleepy Hollow, als Katrina Van Tassel
- 1981 - Ticket to Heaven, als Ingrid
- 1983 - Desperate Intruder, als Joanna Walcott
- 1983 - The Osterman Weekend, als Ali Tanner
- 1984 - Best Kept Secrets, als Shari Mitchell
- 1985 - The Emerald Forest, als Jean Markham
- 1986 - Riding Fast, als Sara
- 1986 - The Wind, als Sian Anderson
- 1987 - Desperate, als Dorymae
- 1987 - Masters of the Universe, als Evil-Lyn
- 1988 - John Carpenters They Live, als Holly Thompson
- 1988 - Betrayal of Silence, als Julie
- 1989 - Blind Fury, als Lynn Devereaux
- 1989 - Leviathan, als Martin
- 1989 - Stepfather II, als Carol Grayland
- 1989 - Relentless, als Carol Dietz
- 1990 - Jezebel's Kiss, als Amanda Faberson
- 1990 - Backstab, als Sara Rudnick
- 1990 - Tripwire, als Julia
- 1991 - Diplomatic Immunity, als Gerta Hermann
- 1991 - Future Kick, als Nancy
- 1992 - Relentless 2: Dead On, als Carol Dietz
- 1992 - To Catch a Killer, als aanklager Linda Carlson
- 1992 - Project: Shadowchaser, als Sarah
- 1993 - Hidden Fears, als Maureen Dietz
- 1993 - Best of the Best 2, als Sue
- 1994 - Immortal Combat, als Quinn
- 1994 - Oblivion, als Stell Barr
- 1994 - Shrunken Heads, als Big Moe
- 1994 - Lady in Waiting, als Carrie
- 1995 - The Killers Within, als Laura Seaton
- 1995 - Undercover Heat, als Mevrouw V.
- 1996 - Oblivion 2: Backlash, als Stell Barr
- 1996 - Space Marines, als Commandant Lasser
- 1998 - The Man in the Iron Mask, als koningin Anna van Oostenrijk
- 1998 - Lost Valley, als Mary-Ann Compton
- 1999 - The Minus Man, als Irene
- 2004 - Alpha to Omega: Exposing The Osterman Weekend, als zichzelf
- 2004 - Coming Up Easy, als Moeder
- 2012 - The Lords of Salem, als Margaret Morgan
- 2016 - 31, als Venus Virgo
- 2017 - Jeepers Creepers 3, als Gaylen Brandon

### Televisieseries
- 1971 - The F.B.I., als Marcy
- 1971 - The Mod Squad, als Carolyn
- 1972 - Ghost Story, als Julie
- 1972 - Mannix, als Sheila
- 1972 - Medical Center, als Carol McKinnon
- 1972 - The Sixth Sense, als Carey Evers
- 1973 - Barnaby Jones, als Doris Talbot
- 1973 - Cannon, als Linda Morrow
- 1973 - Ghost Story, als Penny Wiseman
- 1973 - Hawaii Five-O, als Nina
- 1974 - Barnaby Jones, als Glenda/Gina Nelson
- 1974 - Medical Center, als Cassie
- 1974 - The Six Million Dollar Man, als Minonee
- 1975 - Baretta, als Stella/Lola
- 1975 - The Streets of San Francisco, als Nancy Elizabeth Mellon
- 1975 - Sunshine, als Nora
- 1975 - Three for the Road, als Patti Hardy
- 1976 - Hawaii Five-O, als Anne Waring
- 1977 - Washington: Behind Closed Doors, als Jennie Jamison
- 1979 - The Scarlet Letter, als Hester Prynne
- 1982 - Cagney & Lacey, als Det. Chris Cagney
- 1985 - Murder, She Wrote, als Del Scott
- 1985 - The Twilight Zone, aflevering 'A Dream for Sale'
- 1987 - Miami Vice, als Alice Carson
- 1988 - The Cosby Show, als Dyan
- 1989 - The Hitchhiker, als Deidre
- 1989 - Midnight Caller, als Annie Driscoll
- 1990 - The Young Riders, als Mary-Lou
- 1991 - The Trials of Rosie O'Neill, als Deb Grant
- 1992 - Reasonable Doubts, als Anna Dare
- 1992 - Quantum Leap, als Laura Fuller
- 1994 - Fortune Hunter, als Georgia Appleton
- 1995 - ER, als Rose
- 1996 - Star Trek: Deep Space Nine, als Onaya
- 1996 - Mr. & Mrs. Smith, als Athena
- 1996 - Murder, She Wrote, als Laura Kerwin
- 1999 - Sliders, als Margaret Burke
- 1999 - Hercules: The Legendary Journeys, als Hera
- 2000 - Xena: Warrior Princess, als Hera
- 2010 - Pretty Little Liars, als Carla Grunwald
- 2013 - Ravenswood, als Carla Grunwald
- 2015 - The originals, als Josephine Le Rue